# Arna Bontemps

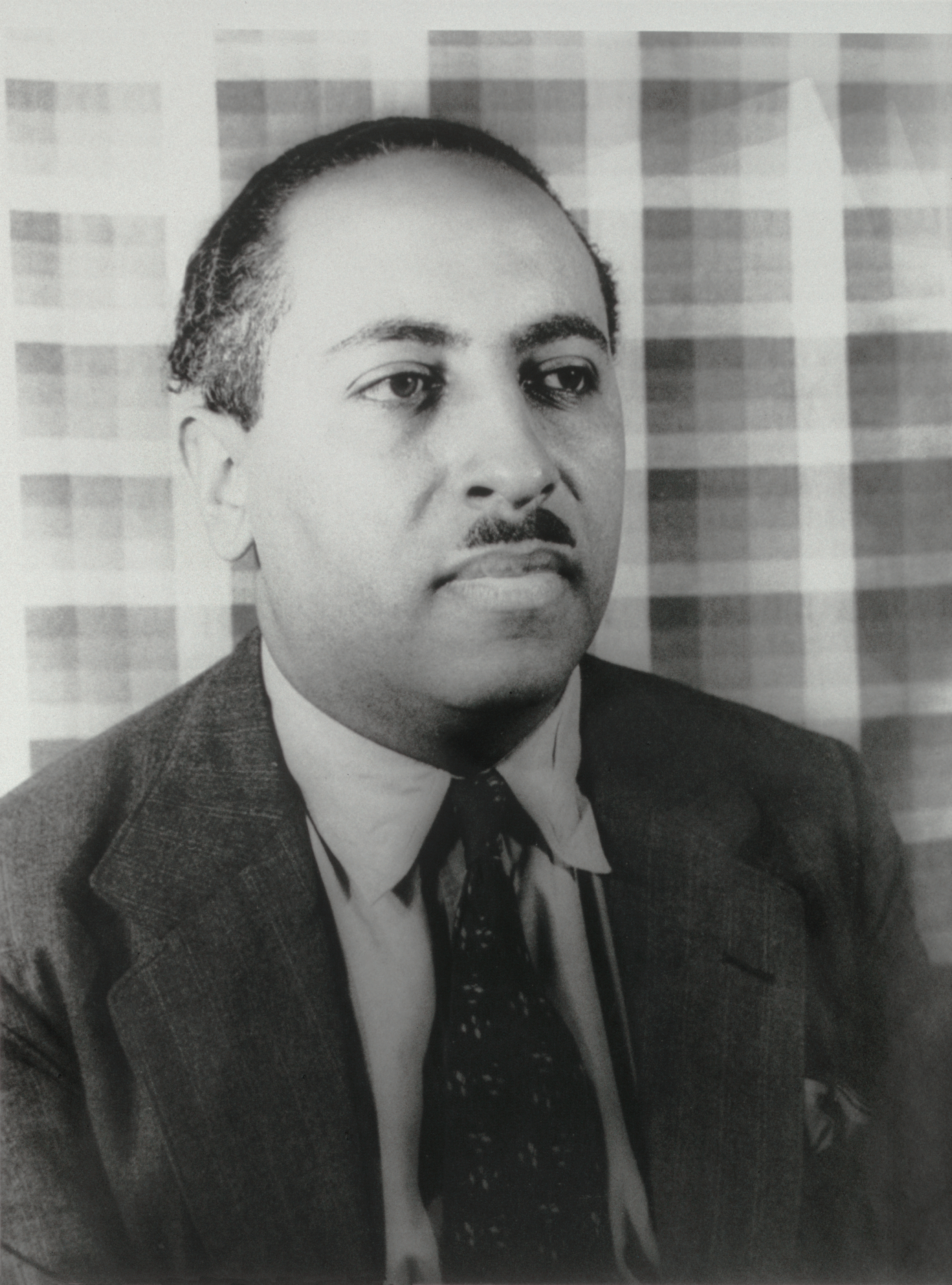
Arna Bontemps (15. August 1939)

Arna Wendell Bontemps (* 13. Oktober 1902 in Alexandria, Louisiana; † 4. Juni 1973 in Nashville, Tennessee) war ein US-amerikanischer Schriftsteller, der als einer der führenden Persönlichkeiten der Literatur- und Kulturbewegung Harlem Renaissance in den 1920er- und 1930er-Jahren galt.

## Biografie
Nach dem Schulbesuch studierte er am Pacific Union College, schloss dieses 1923 ab und war anschließend als Lehrer an mehreren Schulen tätig. Im November 1926 gehörte er zu den Autoren der nur einmal erschienenen Zeitschrift Fire!!, die als vierteljährlich erscheinende Literaturzeitschrift der Harlem Renaissance gedacht war. Des Weiteren erschienen seine Werke auch in der Zeitschrift The Crisis neben Werken weiterer Vertreter der Harlem Renaissance wie  Claude McKay, Jean Toomer, Nella Larsen, Georgia Douglas Johnson, Countee Cullen, George Schuyler sowie Anne Spencer und Langston Hughes. 1926 gewann er den von dieser Zeitschrift ausgelobten Poetry Prize. 1931 gab er sein eigentliches literarisches Debüt mit dem Roman God Sends Sunday, dem die Romane You Can't Get a Possum (1934), Black Thunder (1936) und Drums at Dusk (1939) folgten. Dabei nahm er sich dem Thema von Aufständen Schwarzer an, so dass ihm vorgeworfen wurde, Afroamerikaner zur Gewalt aufzufordern.
1943 begann er seine Tätigkeit als Bibliothekar der Fisk University, die er bis zu seinem Tode ausübte. Sein Sachbuch Story of the Negro (1948) erzählte die Geschichte der Afroamerikaner von der Zeit der afrikanischen Königreiche bis zur amerikanischen Gegenwart und gehörte zu einem der ersten Jugendbücher, das sich mit den Themen Rassentrennung und Diskriminierung in der US-amerikanischen Gesellschaft befasste.
Danach ließ seine literarische Tätigkeit nach und er veröffentlichte noch einige biografische Sachbücher wie George Washington Carver, Sam Patch (1951), Frederick Douglass: Slave, Fighter, Freeman (1959), One Hundred Years of Negro Freedom (1961), Famous Negro Athletes (1964), The Harlem Renaissance Remembered (1972) und Young Booker : Booker T. Washington's Early Days (1972) über die Jugendzeit des Bürgerrechtler Booker T. Washington.
Neben seinen Romanen verfasste er auch Gedichte wie Southern Mansion und A Black Man Talks of Reaping. Durch seine Anthologie afroamerikanischer Verse und seinen historischen Werken trug er zum Verständnis und Anerkennung des Reichtums und des Wertes afroamerikanischer Kultur bei.

## Hintergrundliteratur
- R. A. Bone: The Negro Novel in America, 1958
- Kirkland C. Jones: Renaissance Man from Louisiana, 1992